# 王一魁
王一魁（1562年—？），字斗垣，號洋川，陝西漢中府洋縣人，軍籍，明朝政治人物。

## 生平
萬曆十三年（1585年）乙酉陕西鄉試第十二名，萬曆十四年（1586年）丙戌科會試三百二十八名，登二甲第二百三十一名進士。刑部观政，十五年六月授山西介休知县，二十年正月調簡，四月補鉅鹿知縣，丁憂歸。二十五年補新蔡知县，二十九年考察降用。

## 家族
曾祖王瓘；祖父王平，曾任增廣生；父王承光，曾任廩生。母杜氏；繼母杜氏；繼母禹氏。具庆下。弟王一鹗、王一麟。